# Cuộc đua xe đạp tranh Cúp truyền hình Thành phố Hồ Chí Minh 2006
Cuộc đua xe đạp toàn quốc tranh Cúp truyền hình Thành phố Hồ Chí Minh 2006 là giải đấu lần thứ 18 của Cuộc đua xe đạp toàn quốc tranh Cúp truyền hình Thành phố Hồ Chí Minh do Ban Thể dục - Thể thao, Đài Truyền hình Thành phố Hồ Chí Minh và Tổng cục Thể dục thể thao Việt Nam phối hợp tổ chức, diễn ra từ ngày 9 tháng 4 đến ngày 30 tháng 4 năm 2006. Cuộc đua lần này gồm 19 chặng với tổng lộ trình 2271 km, bắt đầu bằng chặng đua vòng quanh Sân vận động Quốc gia Mỹ Đình (Hà Nội), đi qua 4 chặng tại Lào và kết thúc tại Hội trường Thống Nhất, Thành phố Hồ Chí Minh. Tổng cộng có 11 đội đua tham gia cuộc đua lần này, bao gồm 10 đội trong nước và 1 đội quốc tế.
Lần đầu tiên trong lịch sử, giải được mở rộng lộ trình quốc tế sang Lào cùng với sự tham gia của đội đua đến từ Không quân Hoàng gia Thái Lan. Từ cuộc đua lần này, danh hiệu Áo trắng cho vận động viên trẻ xuất sắc nhất được bổ sung vào hệ thống giải thưởng.

## Công bố
Thông tin về Cuộc đua xe đạp toàn quốc tranh Cúp Truyền hình Thành phố Hồ Chí Minh 2006 được công bố vào các ngày 29 tháng 3 và 8 tháng 4 năm 2006 trong hai cuộc họp báo trước khi khởi tranh giải. Ban tổ chức đã công bố lộ trình cuộc đua với tổng lộ trình dài 2271 km và lần đầu tiên mở rộng lộ trình sang Lào.
Đài Truyền hình Thành phố Hồ Chí Minh cho biết việc tổ chức này nằm trong kế hoạch mở rộng quy mô của giải sang ba nước Đông Dương cho đến năm 2008, lần thứ 20 tổ chức cuộc đua; đồng thời hướng tới kỷ niệm 31 năm ngày Giải phóng miền Nam - Thống nhất đất nước, 120 năm ngày Quốc tế Lao động, 116 năm Ngày sinh của Chủ tịch Hồ Chí Minh.

## Danh sách tham dự
Cuộc đua lần thứ 18 quy tụ các đội đua:
- Bảo vệ Thực vật An Giang (BAG)
- Bảo vệ Thực vật Sài Gòn - Dofilm (BSG)
- Bưu điện Bến Tre (BBT)
- Dược Domesco Đồng Tháp - Eximbank (DDE)
- Hà Nội (HAN)
- Huế (HUE)
- Quân khu 7 (QK7)
- Nông nghiệp Sài Gòn - Paksé (NSP)
- ADC Truyền hình Vĩnh Long (ATV)
- Cần Thơ (CTH)
- Không quân Hoàng gia Thái Lan (KHT)

## Lộ trình
| Chặng | Ngày       | Đoạn đường                                                           | Khoảng cách                                 |
| ----- | ---------- | -------------------------------------------------------------------- | ------------------------------------------- |
| 1     | 9 tháng 4  | Vòng quanh Sân vận động Quốc gia Mỹ Đình (Hà Nội) (20 vòng x 2,1 km) | 42 km                                       |
| 2     | 10 tháng 4 | Hà Nội đi Thanh Hóa                                                  | 146 km                                      |
| 3     | 11 tháng 4 | Thanh Hóa đi Nghệ An                                                 | 132 km                                      |
| —     | 12 tháng 4 | Di chuyển sang Pakxan qua Cửa khẩu Cầu Treo                          | Di chuyển sang Pakxan qua Cửa khẩu Cầu Treo |
| 4     | 13 tháng 4 | Pakxan đi Viêng Chăn                                                 | 141 km                                      |
| —     | 14 tháng 4 | Nghỉ tại Viêng Chăn                                                  | Nghỉ tại Viêng Chăn                         |
| 5     | 15 tháng 4 | Viêng Chăn đi Pakxan                                                 | 141 km                                      |
| 6     | 16 tháng 4 | Pakxan đi Thakhek                                                    | 189 km                                      |
| 7     | 17 tháng 4 | Thakhek đi Savannakhet                                               | 134 km                                      |
| 8     | 18 tháng 4 | Savannakhet đi Quảng Trị (Cửa khẩu Lao Bảo)                          | 152 km                                      |
| —     | 19 tháng 4 | Di chuyển sang Huế, nghỉ tại Huế                                     | Di chuyển sang Huế, nghỉ tại Huế            |
| 9     | 20 tháng 4 | Vòng quanh Tràng Tiền - Phú Xuân (Huế)                               | 42 km                                       |
| 10    | 21 tháng 4 | Huế đi Đà Nẵng (đèo Phước Tượng, đèo Phú Gia, đèo Hải Vân)           | 110 km                                      |
| 11    | 22 tháng 4 | Đà Nẵng đi Quảng Ngãi                                                | 128 km                                      |
| 12    | 23 tháng 4 | Quảng Ngãi đi Quy Nhơn (Bình Định)                                   | 175 km                                      |
| 13    | 24 tháng 4 | Quy Nhơn đi Tuy Hòa (Phú Yên)                                        | 101 km                                      |
| 14    | 25 tháng 4 | Tuy Hòa đi Nha Trang (Khánh Hòa, đèo Cả)                             | 120 km                                      |
| 15    | 26 tháng 4 | Nha Trang đi Phan Rang (Ninh Thuận)                                  | 102 km                                      |
| 16    | 27 tháng 4 | Phan Rang đi Đà Lạt (đèo Ngoạn Mục, đèo Prenn)                       | 110 km                                      |
| 17    | 28 tháng 4 | Vòng quanh Hồ Xuân Hương (Đà Lạt) (10 vòng x 5,1 km)                 | 51 km                                       |
| 18    | 29 tháng 4 | Đà Lạt đi Bảo Lộc (đèo Phú Hiệp)                                     | 101 km                                      |
| 19    | 30 tháng 4 | Bảo Lộc đi Thành phố Hồ Chí Minh                                     | 154 km                                      |

## Xếp hạng chung cuộc
|               | Vận động viên                    | Đội                               |
| ------------- | -------------------------------- | --------------------------------- |
| Áo vàng       | Lê Nguyễn Thành Nhân             | Bảo vệ Thực vật An Giang          |
| Áo chấm đỏ    | Mai Công Hiếu                    | Dược Domesco Đồng Tháp - Eximbank |
| Áo xanh       | Đỗ Tuấn Anh                      | Dược Domesco Đồng Tháp - Eximbank |
| Áo trắng      | Bùi Minh Thụy                    | ADC Truyền hình Vĩnh Long         |
| Giải đồng đội | Bảo vệ Thực vật Sài Gòn - Dofilm | Bảo vệ Thực vật Sài Gòn - Dofilm  |

## Truyền hình
Các chặng đua được truyền hình trực tiếp trên các kênh HTV7, HTV9, HTV2.